# Raionul Korostîșiv, Jîtomîr
Korostîșiv (în ucraineană Коростишівский район, transliterat: Korostîșivskîi raion) este un raion în regiunea Jîtomîr, Ucraina. Reședința sa este orașul Korostîșiv.

## Demografie
Componența lingvistică a raionului Korostîșiv
     Ucraineană (94,75%)
     Rusă (4,89%)
     Alte limbi (0,17%)
Conform recensământului din 2001, majoritatea populației raionului Korostîșiv era vorbitoare de ucraineană (94,75%), existând în minoritate și vorbitori de rusă (4,89%).